# Fokker V 25
Die Fokker V 25 war ein als Eindecker ausgelegter deutscher Jagdflugzeug-Prototyp im Ersten Weltkrieg.

## Entwicklung
Nach den beiden Anfang 1918 bei Fokker entworfenen und beim ersten D-Flugzeug-Wettbewerb in Adlershof im Januar/Februar getesteten Mitteldeckern V 17 und V 20 folgten im Frühjahr 1918 die V 23 mit gleicher Flügelkonfiguration sowie parallel dazu die V 25 als erster verspannungsloser Tiefdecker des Unternehmens. Anthony Fokker orientierte sich bei der Ausführung eventuell am Entwurf der Junkers J 7, die er beim Adlershofer Ausscheid vorgeführt und am 22. Januar 1918 bruchgelandet hatte. Der Bau des Prototyps mit der Werknummer 2732 wurde im April begonnen. Er erhielt einen Oberursel-Umlaufmotor und wurde am 3. Juni zum zweiten D-Flugzeug-Wettbewerb entsandt, der vom 27. Mai bis zum 21. Juni 1918 abgehalten wurde. Trotz der fortschrittlichen Eindecker-Bauweise bildete die V 25 bei dem Vergleich aufgrund des schwachen Antriebs keine nennenswerte Konkurrenz zu anderen Entwürfen und es erfolgte kein Auftrag zur Serienproduktion. Sie erhielt im Anschluss einen stärkeren Goebel-Umlaufmotor wurde am 17. Oktober 1918 für weitere Tests an die Flugzeug-Abnahme-Kommission (ZAK) in Adlershof übergeben.

## Technische Daten
| Kenngröße                  | Daten mit Ur II | Daten mit Goe III                                                                 |
| -------------------------- | --- | --------------------------------------------------------------------------------- |
| Besatzung                  | 1 | 1                                                                                 |
| Spannweite                 | 8,13 m | 8,13 m                                                                            |
| Länge                      | 5,89 m | 5,89 m                                                                            |
| Höhe                       | 3,02 m | 3,02 m                                                                            |
| Flügelfläche               | 9,7 m² | 9,7 m²                                                                            |
| Flügelstreckung            | 6,8 | 6,8                                                                               |
| Leermasse                  | 365 kg | 396 kg                                                                            |
| Startmasse                 | 565 kg | 661 kg                                                                            |
| Antrieb                    | ein luftgekühlter Neunzylinder-Umlaufmotor mit starrer Zweiblatt-Holzluftschraube                                         | ein luftgekühlter Neunzylinder-Umlaufmotor mit starrer Zweiblatt-Holzluftschraube |
| Typ                        | Oberursel Ur II | Goebel Goe III                                                                    |
| Startleistung Nennleistung | 120 PS (88 kW) 100 PS (74 kW) bei 1200/min                                                                                | 200 PS (147 kW) 160 PS (118 kW) bei 1150/min                                      |
| Kraftstoffvorrat           | 100 l | 100 l                                                                             |
| Höchstgeschwindigkeit      | 200 km/h |                                                                                   |
| Steigzeit                  | 1,5 min auf 1000 m Höhe 3,3 min auf 2000 m Höhe 6,5 min auf 3000 m Höhe 9,5 min auf 4000 m Höhe 13,25 min auf 5000 m Höhe |                                                                                   |
| Bewaffnung                 | zwei starre MG |                                                                                   |